# Przytulia okrągłolistna
Przytulia okrągłolistna (Galium rotundifolium L.) – gatunek rośliny należący do rodziny marzanowatych. Występuje w południowej i środkowej Europie, na Kaukazie, w Azji Mniejszej oraz w Afryce. W Polsce gatunek występuje w rozproszeniu w południowej i centralnej części kraju; w górach sięga po regiel dolny. W Karpatach jest pospolity, ale rzadki w Bieszczadach. Gatunek osiąga w Polsce północną granicę zasięgu.

## Morfologia

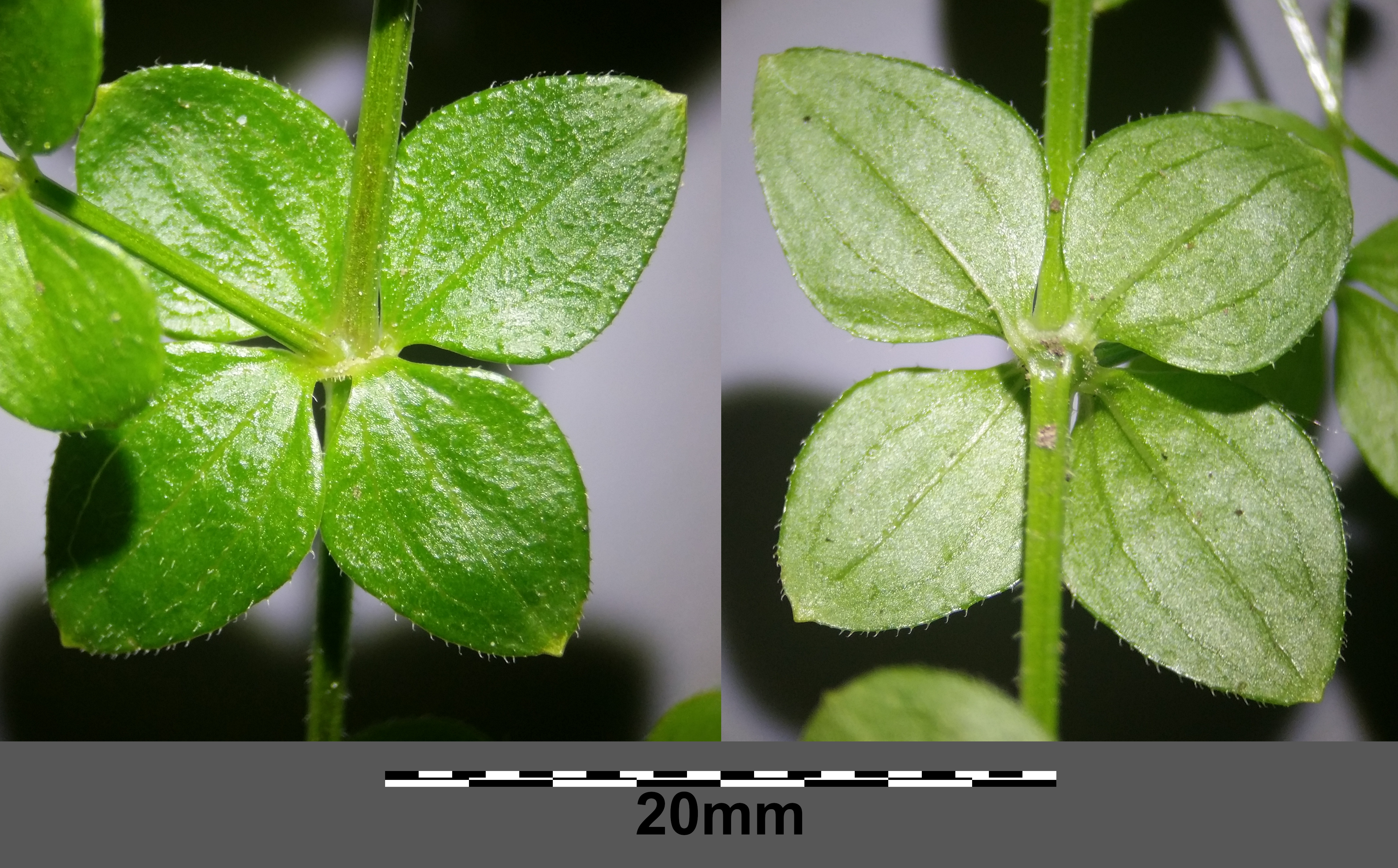
Liście

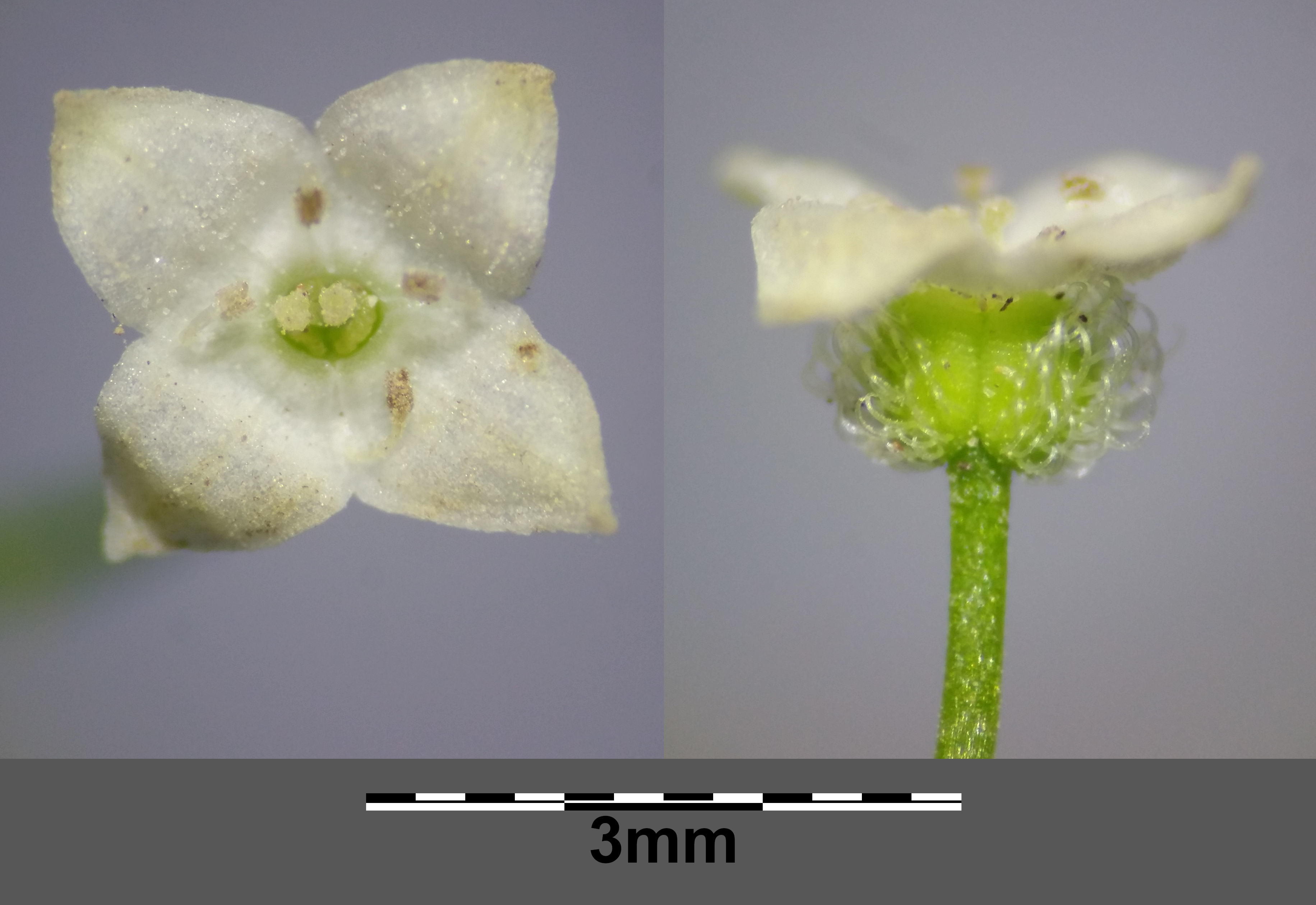
Kwiat

ŁodygaCzterokanciasta, delikatna, osiąga długość 10–30 cm.
LiścieW okółku po cztery, trójnerwowe, szerokoeliptyczne, wiotkie, o rozmiarach 10-22 x 6-10 mm, zaokrąglone na szczycie, zwężone u nasady w krótki ogonek.
KwiatyKwiatostan na szczycie długich gałązek, skąpokwiatowy w formie dwuramiennej, luźnej wierzchotki. Korona o średnicy 3 mm, barwy białej, z czterema zaostrzonymi łatkami.
OwocRozłupnia złożona z dwóch kulistych rozłupek pokrytych gęsto haczykowatymi włoskami.

## Biologia i ekologia
Bylina. Kwitnie od czerwca do września. Rośnie w półcieniu na glebach świeżych, ubogich i średnio żyznych, o odczynie lekko kwaśnym. Spotykana w borach jodłowo-świerkowych. Jest gatunkiem wskaźnikowym starych lasów.

## Zagrożenia i ochrona
Gatunek umieszczony na polskiej czerwonej liście w kategorii NT (bliski zagrożenia).